# Travel
Travel ist ein Musikalbum von The Necks. Die wohl 2022 in den Studios 301, Alexandria, Australien, entstandenen Aufnahmen erschienen am 24. Februar 2023 auf dem Label Northern Spy.

## Hintergrund
Das Trio wurde 1987 von Chris Abrahams am Klavier und der Hammond-Orgel, Tony Buck am Schlagzeug, Percussion und E-Gitarre sowie Lloyd Swanton an Bassgitarre und Kontrabass gegründet. Travel ist das 19. Album der Band – ihr erstes seit Three, das kurz vor der COVID-19-Pandemie im Jahr 2020 veröffentlicht wurde. Auf dieser Platte hat das Trio seine (normalerweise einstündigen) Improvisationen mit offenem Ende in kürzere, etwa 20-minütige Abschnitte zerlegt; und so ist es auch hier, mit vier Stücken auf vier Seiten Vinyl (oder einer CD).
Der Albumtitel Travel sei völlig angemessen, da jeder Titel „eine musikalische Reise darstellt (wobei das endgültige Ziel natürlich ungewiss ist)“, notierte Kevin Whitlock. So beginnt das eröffnende „Signal“ mit einer Basslinie, die dann über 21 Minuten von Abrahams und Swanton erkundet werde; „Forming“ sei ein Wirbel aus kristallinem Klavier und schimmernden Becken, dem Swantons Bassklang Zugfestigkeit verleihe; „Imprinting“ basiere auf einer Art reduziertem „Tribal“-Rhythmus, gespickt mit Gitarrenobertönen und E-Piano-Läufen; und das abschließende „Bloodstream“ werde von einem bedrohlichen, hängenden Keyboard-Motiv angetrieben.

## Titelliste
- The Necks – Travel (Northern Spy – NS 158)[2]

1. Signal 20:50
2. Forming 20:13
3. Imprinting 17:14
4. Bloodstream 18:39

Die Kompositionen stammen von Abrahams, Swanton und Buck.

## Rezeption

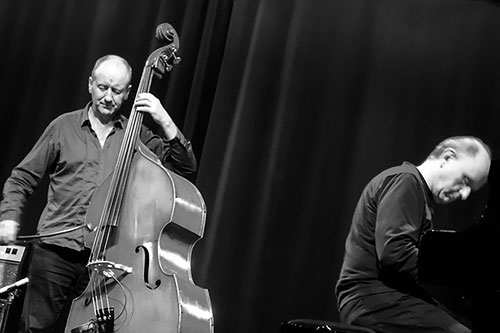
Chris Abrahams und Lloyd Swanton mit The Necks in Aarhus 2015

The Necks aus Australien seien zu den Prinzipien zurückgekehrt, die dazu beigetragen hätten, ihr vielleicht sowohl bei den Kritikern als auch beim Publikum erfolgreichstes Album zu schaffen, Unfold aus dem Jahr 2017, meinte Kevin Whitlock (Jazzwise). Die Musik der Necks werde manchmal dafür kritisiert, dass sie „irgendwo hingeht“, aber das würde am Kern der Sache vorbeigehen. Wie immer drehe sich bei Travel – ihrem besten Album seit Unfold – „alles um die Reise, nicht um das Ziel“. Das Album sei wunderschön aufgenommen und gemastert.
Der Klang der Necks lasse sich am besten durch Ergebnisse beschreiben, nicht durch Absichten, schrieb Dave Sumner, der Travel in Bandcamp zu den besten Jazzalben des Jahres zählte. Ihre Musik besitze das sanfte Murmeln des Minimalismus, das Entdeckerherz der modernen Jazzszene und die gurrende Melodik der Ambient-Musik. Aber die Unbestimmtheit, die diese Musik ausmache, stehe in direktem Widerspruch zu ihrer unverwechselbaren Persönlichkeit. Eine Necks-Aufnahme sei sofort erkennbar – ein Merkmal, das durch die jahrzehntelange Zusammenarbeit im Trio gefestigt wurde. Travel fange einen Aspekt dieses Wachstums ein, indem es längere Abschnitte von Studioimprovisationen aufnimmt, die den Beginn eines jeden Tages markieren – ein Einblick in den Prozess, der zu so vielen früheren Alben geführt habe.